# Fernsehturm Katanga
Der Fernsehturm Katanga ist ein 225 Meter hoher Fernsehturm in der indischen Stadt Jabalpur.
Der schlanke, sich nach oben verjüngende Turmschaft ist auf drei Ebenen mit balkonartigen Ausbuchtungen versehen und wird von einer korbähnlichen, offenen Struktur bekrönt, die von einem Antennenträger aus Stahlfachwerk abgeschlossen wird, ähnlich dem höheren Fernsehturm Samatra.